# Mesland
Mesland ist eine französische Gemeinde mit 549 Einwohnern (Stand: 1. Januar 2022) im Département Loir-et-Cher in der Region Centre-Val de Loire. Sie gehört zum Arrondissement Blois und zum Gemeindeverband Agglomération de Blois.

## Geografie
Die Gemeinde Mesland liegt etwa 22 Kilometer südwestlich von Blois am Ostrand der historischen Provinz Touraine. Die Petite Cisse und die anderen Fließgewässer im Gemeindegebiet orientieren sich nach Süden zur Cisse, die hier parallel zur Loire fließt. Das hügelige Gebiet zeichnet sich durch einen Wechsel von Wäldern, Ackerflächen und Weinreben aus. Nachbargemeinden von Mesland sind Santenay im Norden, Veuzain-sur-Loire im Osten, Monteaux im Süden, Cangey im Westen sowie Dame-Marie-les-Bois im Nordwesten.

## Bevölkerungsentwicklung
| Jahr      | 1962 | 1968 | 1975 | 1982 | 1990 | 1999 | 2006 | 2012 | 2021 |
| Einwohner | 631  | 605  | 540  | 478  | 483  | 528  | 539  | 570  | 560  |

Im Jahr 1911 wurde mit 803 Bewohnern die bisher höchste Einwohnerzahl ermittelt. Die Zahlen basieren auf den Daten von cassini.ehess und INSEE.

## Sehenswürdigkeiten
- Kirche Notre-Dame
- Grange de la Perdrière, eine als Monument historique geschützte Scheune aus dem späten 18. Jahrhundert

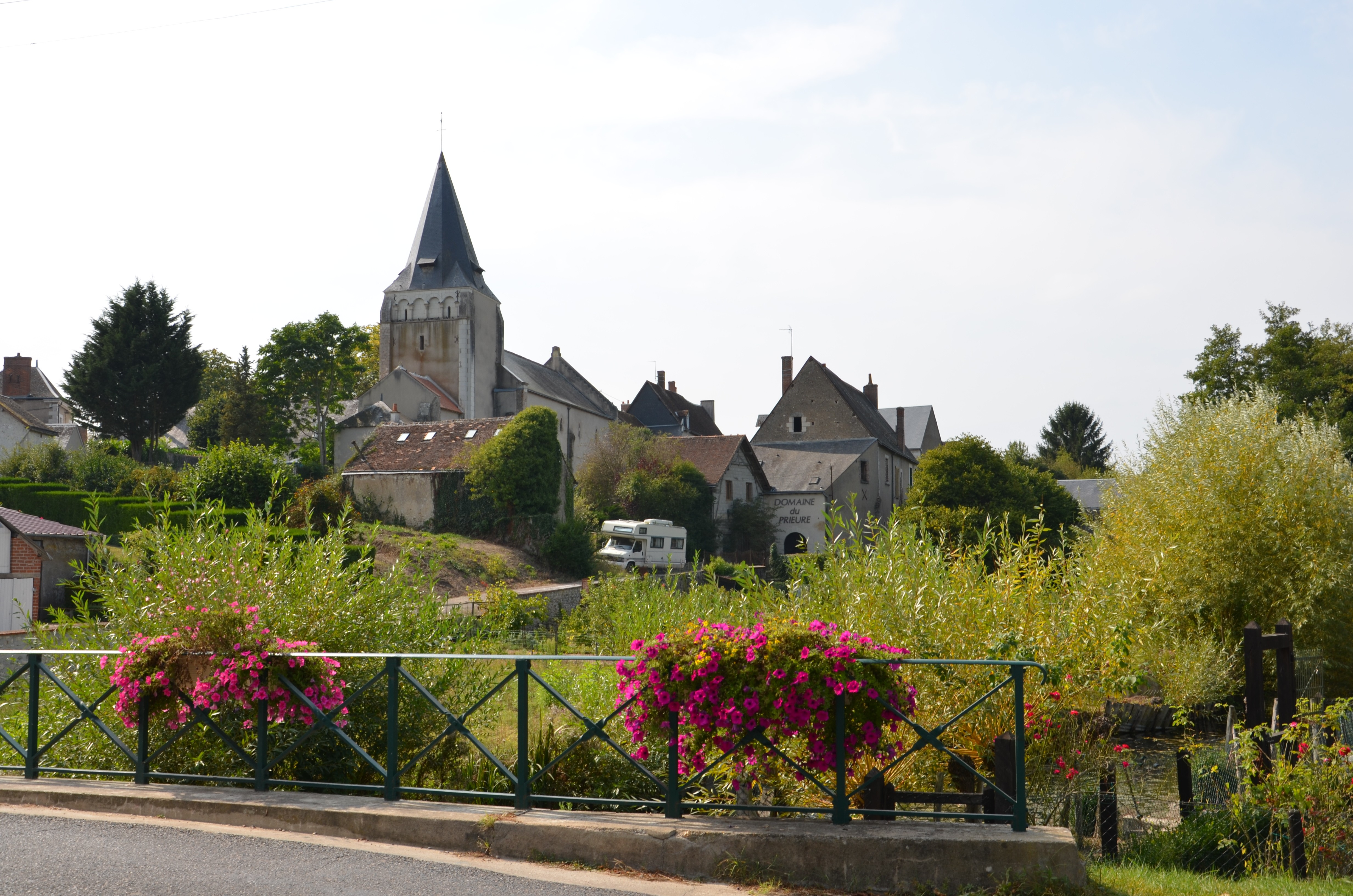
Kirche Notre-Dame

## Wirtschaft und Infrastruktur
In der Gemeinde Mesland sind 26 Landwirtschaftsbetriebe ansässig (Anbau von Getreide, Gewürz- und Heilpflanzen, Pferde- und Rinderzucht sowie 13 Winzer).
Die Reben im Gemeindegebiet von Mesland gehören zum Weinanbaugebiet Touraine-Mesland als Teil der Weinanbauregion Val de Loire.
Sechs Kilometer südlich von Mesland verläuft die Fernstraße D +52 von Blois nach Tours. Im zwölf Kilometer entfernten Autrèche besteht ein Anschluss an die Autoroute A 10 von Paris nach Bordeaux. Im südöstlichen Nachbarort Onzain befindet sich der nächstgelegene Bahnhof an der Bahnstrecke Paris–Bordeaux.

## Belege
1. ↑  Mesland auf cassini.ehess
2. ↑  Mesland auf INSEE
3. ↑  Landwirtschaftsbetriebe auf annuaire-mairie.fr (französisch)